# Aki Kawabata
Pour les articles homonymes, voir Kawabata.
Aki Kawabata (川畑 愛希, Kawabata Aki) est une joueuse de volley-ball japonaise née le 4 octobre 1989 à Rittō (Préfecture de Shiga). Elle mesure 1,76 m et joue au poste de réceptionneuse-attaquante. Elle a mis un terme à sa carrière de volleyeuse professionnelle en juin 2018.

## Clubs
| Club             | De        | À         |
| ---------------- | --------- | --------- |
| Ohmi High School |           | 2007-2008 |
| Okayama Seagulls | 2008-2009 | 2017-2018 |

## Palmarès
- Coupe de l'impératrice
  - Finaliste : 2013.
- V Première Ligue
  - Finaliste : 2014.